# Magnus Büchel
Magnus Büchel (ur. 11 marca 1960) – judoka z Liechtensteinu, dwukrotny olimpijczyk.

## Życiorys
Zajął 7. miejsce w wadze średniej na igrzyskach olimpijskich w 1984 w Los Angeles oraz 20. miejsce w wadze półśredniej na igrzyskach olimpijskich w 1988 w Seulu

## Letnie Igrzyska Olimpijskie 1984
| Konkurencja | Eliminacje             | Eliminacje             | Repasaże              | Klas. końcowa |
| Konkurencja | Przeciwnik I           | Przeciwnik II          | Przeciwnik I          | Miejsce       |
| ----------- | ---------------------- | ---------------------- | --------------------- | ------------- |
| 86 kg       | Franch Casadei (SMR) Z | Robert Berland (USA) P | Densign White (GBR) P | 7.            |

## Letnie Igrzyska Olimpijskie 1988
| Konkurencja | Eliminacje           | Klas. końcowa |
| Konkurencja | Przeciwnik I         | Miejsce       |
| ----------- | -------------------- | ------------- |
| 78 kg       | Lam Lap Hing (HKG) P | 20.           |